# Onthobium montheiti
Onthobium montheiti är en skalbaggsart som beskrevs av Renaud Maurice Adrien Paulian 1986. Onthobium montheiti ingår i släktet Onthobium och familjen bladhorningar.
Artens utbredningsområde är Nya Kaledonien. Inga underarter finns listade i Catalogue of Life.